# العلاقات الأنغولية السنغالية
العلاقات الأنغولية السنغالية هي العلاقات الثنائية التي تجمع بين أنغولا والسنغال.

## مقارنة بين البلدين
هذه مقارنة عامة ومرجعية للدولتين:
| وجه المقارنة                                              | أنغولا           | السنغال                                              |
| --------------------------------------------------------- | ---------------- | ---------------------------------------------------- |
| المساحة (كم2)                                             | 1.25 مليون       | 196.72 ألف                                           |
| عدد السكان (نسمة)                                         | 29.78 مليون      | 15.85 مليون                                          |
| الكثافة السكانية (ن./كم²)                                 | 23.82            | 80.57                                                |
| العاصمة                                                   | لواندا           | داكار                                                |
| اللغة الرسمية                                             | اللغة البرتغالية | لغة فرنسية، اللغة الولوفية، باديارا ‏، اللغة البلنتية |
| العملة                                                    | كوانزا أنغولي    | فرنك غرب أفريقي                                      |
| الناتج المحلي الإجمالي (بليون دولار)                      | 124.21 مليار     | 16.37 مليار                                          |
| الناتج المحلي الإجمالي (تعادل القوة الشرائية) بليون دولار | 184.83 مليار     | 36.62 مليار                                          |
| الناتج المحلي الإجمالي الاسمي للفرد دولار أمريكي          | 4.10 ألف         | 899                                                  |
| الناتج المحلي الإجمالي للفرد دولار أمريكي                 |                  | 2.33 ألف                                             |
| مؤشر التنمية البشرية                                      | 0.533            | 0.466                                                |
| رمز المكالمات الدولي                                      | +244             | +221                                                 |
| رمز الإنترنت                                              | .ao              | .sn                                                  |
| المنطقة الزمنية                                           | ت ع م+01:00      | 00                                                   |

## منظمات دولية مشتركة
يشترك البلدان في عضوية مجموعة من المنظمات الدولية، منها:
| علم المنظمة | اسم المنظمة                                 | تاريخ انضمام أنغولا | تاريخ انضمام السنغال |
| ----------- | ------------------------------------------- | ------------------- | -------------------- |
|             | الاتحاد الدولي للاتصالات                    | 13 أكتوبر 1976      | 15 نوفمبر 1960       |
|             | الاتحاد الأفريقي                            | 11 فبراير 1979      | ?                    |
|             | منظمة حظر الأسلحة الكيميائية                | ?                   | ?                    |
|             | البنك الإفريقي للتنمية                      | ?                   | ?                    |
|             | منظمة التجارة العالمية                      | ?                   | ?                    |
|             | منظمة الشرطة الجنائية الدولية               | ?                   | ?                    |
|             | الأمم المتحدة                               | 1 ديسمبر 1976       | 28 سبتمبر 1960       |
|             | يونسكو                                      | 11 مارس 1977        | 10 نوفمبر 1960       |
|             | البنك الدولي للإنشاء والتعمير               | 19 سبتمبر 1989      | 31 أغسطس 1962        |
|             | وكالة ضمان الاستثمار متعدد الأطراف          | 19 سبتمبر 1989      | 12 أبريل 1988        |
|             | مؤسسة التنمية الدولية                       | 19 سبتمبر 1989      | 31 أغسطس 1962        |
|             | مؤسسة التمويل الدولية                       | 19 سبتمبر 1989      | 31 أغسطس 1962        |
|             | الاتحاد البريدي العالمي                     | ?                   | ?                    |
|             | مجموعة دول أفريقيا والكاريبي والمحيط الهادئ | ?                   | ?                    |

## وصلات خارجية
- موقع وزارة الخارجية الأنغولية
- موقع وزارة الخارجية السنغالية